# Mark Iuliano
Mark Iuliano (Cosenza, Provincia de Cosenza, Italia, 12 de agosto de 1973) es un exfutbolista y director técnico italiano. Se desempeñaba en la posición de defensa.

## Selección nacional
Fue internacional con la selección de fútbol de Italia en 19 ocasiones y marcó 1 gol. Debutó el 5 de septiembre de 1998, en un encuentro ante la selección de Gales que finalizó con marcador de 2-0 a favor de los italianos.

### Participaciones en Copas del Mundo
| Mundial                        | Sede                  | Resultado        |
| ------------------------------ | --------------------- | ---------------- |
| Copa Mundial de Fútbol de 2002 | Corea del Sur y Japón | Octavos de final |

### Participaciones en Eurocopas
| Eurocopa      | Sede                   | Resultado  |
| ------------- | ---------------------- | ---------- |
| Eurocopa 2000 | Bélgica & Países Bajos | Subcampeón |

## Clubes

### Como futbolista
| Club              | País   | Año       |
| ----------------- | ------ | --------- |
| U. S. Salernitana | Italia | 1990-1992 |
| Bologna F. C.     | Italia | 1992-1993 |
| A. C. Monza       | Italia | 1993-1994 |
| U. S. Salernitana | Italia | 1994-1995 |
| Juventus F. C.    | Italia | 1996-2005 |
| R. C. D. Mallorca | España | 2005-2006 |
| U. C. Sampdoria   | Italia | 2006      |
| F. C. Messina     | Italia | 2006-2007 |
| Ravenna Calcio    | Italia | 2008-2009 |
| San Genesio       | Italia | 2010-2012 |

### Como entrenador
| Club         | País   | Año  |
| ------------ | ------ | ---- |
| U. S. Latina | Italia | 2015 |

## Palmarés

### Como futbolista

#### Campeonatos nacionales
| Título              | Club           | País   | Año     |
| ------------------- | -------------- | ------ | ------- |
| Serie A             | Juventus F. C. | Italia | 1996-97 |
| Supercopa de Italia | Juventus F. C. | Italia | 1997    |
| Serie A             | Juventus F. C. | Italia | 1997-98 |
| Supercopa de Italia | Juventus F. C. | Italia | 2002    |
| Serie A             | Juventus F. C. | Italia | 2001-02 |
| Serie A             | Juventus F. C. | Italia | 2002-03 |
| Supercopa de Italia | Juventus F. C. | Italia | 2003    |

#### Copas internacionales
| Título                | Club           | País   | Año  |
| --------------------- | -------------- | ------ | ---- |
| Supercopa de Europa   | Juventus F. C. | Italia | 1996 |
| Copa Intercontinental | Juventus F. C. | Italia | 1996 |
| Copa Intertoto        | Juventus F. C. | Italia | 1999 |

## Condecoraciones
| Condecoración                                            | Año  |
| -------------------------------------------------------- | ---- |
| Caballero de la Orden al Mérito de la República Italiana | 2000 |